# Bruma Seca
Bruma Seca é um filme de aventura brasileiro de 1961, escrito, codirigido (com Mario Brasini) e produzido por Mário Civelli. A música instrumental é de Edino Krieger, com coral regido por Abelardo Magalhães, e Baden Powell como um dos instrumentistas (creditado como solista de violão) . Teve locações em Apiaí-sp, Nova Campina-SP

## Sinopse
O casal Marcos e Helena chega a uma pequena aldeia do Brasil Central a procura de João Querido, fazendeiro, piloto e espécie de herói local. Eles querem ir de avião a um garimpo de cristal na área conhecida como Valão mas João a princípio recusa, devido ao tempo estar sujeito a "bruma seca", névoa espessa de poeira que se forma na época da falta de chuvas e impede a visibilidade necessária ao voo de pequenos aviões. Marcos o convence assumindo a responsabilidade e pagando o triplo do preço pedido. Ao chegarem ao garimpo, Marcos avisa que o local agora é dele, adquirido por herança do falecido tio Coronel Honório, mas os garimpeiros não aceitam pois, segundo Freitas, haviam recebido direitos sobre aquelas terras cedidos pelo próprio coronel. Marcos é obrigado a sair às pressas do lugar, junto dos acompanhantes, mas antes os garimpeiros sabotaram o avião de João que, sem gasolina, é obrigado a aterrissar no meio da mata. Agora eles terão que iniciar uma jornada de pelo menos três dias, sobrevivendo às condições inóspitas da floresta e ao perigo dos bandoleiros chamados de "Mariscadores" que rondam o lugar. 

## Elenco
- Luigi Picchi...João Querido (João Ferreira das Neves)
- Maria Dilnah...Helena de Araujo
- Mario Brasini...Marcos de Araujo
- Adoniran Barbosa...Freitas, líder dos garimpeiros
- Eneida Costa...Rita (creditada como Eneida)
- Ruth de Souza...Luísa, mulher de Bento
- Francisco Egydio...Bento, o seringueiro
- José Mercaldi
- Vitalino Muratori
- Alfredo Scarlat